# Stranger in a Strange Land (песен)
Stranger in a Strange Land (превод от английски: „Странник в странна страна“) е песен, написана от китариста Ейдриън Смит и е 15-ият сингъл на британската хевиметъл група Айрън Мейдън. Издаден е като втори сингъл от албума „Somewhere in Time“. Песента няма нищо общо с едноименния роман на Робърт Хайнлайн. Тя разказва за полярен изследовател, който замръзва в ледовете. След стотици години тялото му е намерено от други изследователи на същия район. Смит се вдъхновява за написването на тази песен след като говори с изследовател, който е намерил замразено тяло.
Солото в песента е изпълнявано от Ейдриън Смит. „Stranger in a Strange Land“ е второто парче, което завършва със затихване (другото е „The Prophecy“ от „Seventh Son of a Seventh Son“).

## Състав
- Брус Дикинсън – вокал
- Дейв Мъри – китара
- Ейдриън Смит – китара, беквокали
- Стив Харис – бас, беквокали
- Нико Макбрейн – барабани

|  | Тази страница частично или изцяло представлява превод на страницата Stranger in a Strange Land (song) в Уикипедия на английски. Оригиналният текст, както и този превод, са защитени от Лиценза „Криейтив Комънс – Признание – Споделяне на споделеното“, а за съдържание, създадено преди юни 2009 година – от Лиценза за свободна документация на ГНУ. Прегледайте историята на редакциите на оригиналната страница, както и на преводната страница, за да видите списъка на съавторите. ВАЖНО: Този шаблон се отнася единствено до авторските права върху съдържанието на статията. Добавянето му не отменя изискването да се посочват конкретни източници на твърденията, които да бъдат благонадеждни. |